# 邢朝平
邢朝平（1963年—），安徽无为人，中国编码学家，上海交通大学讲席教授。

## 生平
1985年本科毕业于安徽师范大学数学教育专业。1987年于西安电子科技大学获硕士学位。1990年在中国科学技术大学获博士学位并留校工作，任数学系教授、博士生导师。1993年获德国洪堡奖学金在埃森大学工作，后在奥地利科学院从事研究工作。1998年起任教于新加坡国立大学。2007年始任新加坡南洋理工大学教授。2019年加盟上海交通大学，现任上海交通大学讲席教授，网络空间安全学院副院长。

## 学术贡献
主要从事密码、编码、安全多方计算、代数数论等方面的研究工作。主持国家自然科学基金重点项目、科技部重点研发国际交流项目、新加坡国家自然科学基金重点项目等，在Journal of the ACM、IEEE Transactions on Information Theory等期刊发表论文100余篇。入选中国科学院百人计划、新世纪百千万人才工程、上海市海外高层次人才计划、中组部海外高层次人才引进计划等人才计划。2003年获新加坡国家科学奖（National Science Award）。